# Talpalatnyi föld
A Talpalatnyi föld 1948-ban bemutatott magyar filmdráma Bán Frigyes rendezésében, Mészáros Ági, Szirtes Ádám és Molnár Tibor főszereplésével. A Szabó Pál azonos című regényén alapuló filmet eredetileg Szőts István rendezte volna, de elvették tőle, miután előző évi Ének a búzamezőkről (1947) című filmjét az ország kommunista vezetése „klerikálisnak és népieskedőnek” bélyegezve betiltotta, és 30 évig dobozban tartotta.

## Cselekmény
Juhos Marikát szülei hozzáadják a zsíros paraszt Zsíros Tóth Ferkéhez, ám ő Góz Jóskát szereti. Az újdonsült férj pénzért hajlandó lemondani nejéről.

## Szereposztás
- Mészáros Ági – Juhos Marika
- Szirtes Ádám – Góz Jóska
- Molnár Tibor – Tarcali Jani
- Lehotay Árpád – Zsíros Tóth Mihály
- Vízvári Mariska – Zsíros néni
- Egri István – Zsíros Tóth Ferke
- Bánhidi László – Szilasi András

## Fordítás
- Ez a szócikk részben vagy egészben  a   Treasured Earth című angol Wikipédia-szócikk ezen változatának fordításán alapul.  Az eredeti cikk szerkesztőit annak laptörténete sorolja fel. Ez a jelzés csupán a megfogalmazás eredetét és a szerzői jogokat jelzi, nem szolgál a cikkben szereplő információk forrásmegjelöléseként.